# Wahlen zum Repräsentantenhaus der Vereinigten Staaten 1789
Bei den Wahlen zum Repräsentantenhaus der Vereinigten Staaten 1789 wurden in den Vereinigten Staaten zwischen dem 22. Dezember 1788 und dem 5. März 1789 erstmals die Abgeordneten des Repräsentantenhauses gewählt. Die Wahlen waren Teil der allgemeinen Wahlen zum 1. Kongress der Vereinigten Staaten in jenem Jahr, bei denen auch die US-Senatoren gewählt wurden. Gleichzeitig fand auch die Präsidentschaftswahl des Jahres 1789 statt, die George Washington ohne Gegenkandidat gewann.

## Ablauf und Wahlmodus
Zum Zeitpunkt der Wahlen bestanden die Vereinigten Staaten aus 13 Bundesstaaten. Allerdings nahmen die Staaten North Carolina und Rhode Island noch nicht an den ursprünglichen Wahlen teil, weil sie zur Zeit der Wahlen die Verfassung der Vereinigten Staaten noch nicht ratifiziert hatten. Daher wurde zunächst nur in elf Bundesstaaten gewählt. Die beiden anderen Staaten wählten erst im Februar bzw. im August 1790. Weder im Senat noch im Repräsentantenhaus gab es zu diesem Zeitpunkt Parteien. Es bildeten sich jedoch zwei Gruppierungen, die Anti-Administration Party und die Pro-Administration Party. Die beiden Gruppen waren entweder für (‚Pro‘) oder gegen (‚Anti‘) die Politik von Präsident Washington.
In den Staaten Connecticut, Georgia, Maryland, Massachusetts, New Hampshire, New York und North Carolina (erst 1790) wurde nach Wahlbezirken getrennt gewählt, in den übrigen Gebieten jeweils staatsweit.
Frauen und Sklaven waren weder wahlberechtigt noch wählbar. In vielen Bundesstaaten waren auch freie Afroamerikaner von der Wahl ausgeschlossen. Das Wahlrecht für freie Männer war außerdem an einen gewissen Grundbesitz oder an ein bestimmtes Steueraufkommen gebunden.

## Wahlergebnis
| Bundesstaat    | Wahltermin        | Sitze gesamt | Wahlmodus D = Distrikt G = Gesamt | Pro- Administration | Anti- Administration |
| -------------- | ----------------- | ------------ | --------------------------------- | ------------------- | -------------------- |
| Connecticut    | 22. Dez. 1788     | 5            | G                                 | 5                   | 0                    |
| Massachusetts  | 18. Dez. 1788     | 8            | D                                 | 6                   | 2                    |
| New Hampshire  | 15. Dez. 1788     | 3            | G                                 | 2                   | 1                    |
| Pennsylvania   | 26. Nov. 1788     | 8            | G                                 | 6                   | 2                    |
| South Carolina | 24.–25. Nov. 1788 | 5            | D                                 | 2                   | 3                    |
| Delaware       | 7. Jan. 1789      | 1            | G                                 | 1                   | 0                    |
| Georgia        | 9. Feb. 1789      | 3            | G/D                               | 0                   | 3                    |
| Maryland       | 7.–11. Jan. 1789  | 6            | G/D                               | 2                   | 4                    |
| New Jersey     | 11. Feb. 1789     | 4            | G                                 | 4                   | 0                    |
| New York       | 3.–5. März 1789   | 6            | D                                 | 3                   | 3                    |
| Virginia       | 2. Feb. 1789      | 10           | D                                 | 3                   | 7                    |
| North Carolina | Feb. 1790         | 5            | D                                 | 2                   | 3                    |
| Rhode Island   | 31. Aug. 1790     | 1            | G                                 | 1                   | 0                    |
| Gesamt         |                   | 65           |                                   | 37                  | 28                   |

- Pro-Administration Party: 37 Sitze (34 ohne North Carolina und Rhode Island)
- Anti-Administration Party: 28 Sitze (25 ohne North Carolina und Rhode Island)

Gesamt: 65 (59 ohne North Carolina und Rhode Island)
Veränderungen im Verlauf der Legislaturperiode, die nicht die regulären Wahlen betreffen, sind bei diesen Zahlen nicht berücksichtigt, werden aber im Artikel über den 1. Kongress im Abschnitt über die Mitglieder des Repräsentantenhauses bei den entsprechenden Namen der Abgeordneten vermerkt. Das Gleiche gilt für Wahlen in Staaten, die erst nach dem Beginn der Legislaturperiode der Union beitraten. Daher kommt es in den Quellen gelegentlich zu unterschiedlichen Angaben, da manchmal Veränderungen während der Legislaturperiode in die Zahlen eingearbeitet wurden und manchmal nicht.